# تونس في الألعاب الأولمبية الصيفية 2004
شاركت تونس في أولمبياد 2004 في أثينا، اليونان.

## المشاركة
شاركت تونس في ألعاب القوى, الملاكمة، المبارزة، كرة القدم، الجمباز, الجودو, التجديف, الإبحار, السباحة، تنس الطاولة، تايكواندو، الكرة الطائرة، رفع الأثقال, و المصارعة. لكن لم يحققوا أي ميدالية.

## المسؤولون
- الرئيس: دكتور عبد الحميد سلامة
- الأمين العام: هادي عبد الجواد